# مارك غيرارد
مارك غيرارد (بالإنجليزية: Mark Gerrard)‏ هو لاعب اتحاد الرغبي أسترالي، ولد في 4 سبتمبر 1982 في سيدني في أستراليا.

## وصلات خارجية
- مارك غيرارد عل موقع إسبنسكروم (الإنجليزية)
- مارك غيرارد على موقع ItsRugby.co.uk (الإنجليزية)